# Мшанец (Хмельницкая область)
Мшанец (укр. Мшанець) — село в Старосинявском районе Хмельницкой области Украины.
Население по переписи 2001 года составляло 423 человека. Почтовый индекс — 31411. Телефонный код — 3850. Занимает площадь 2,391 км². Код КОАТУУ — 6824483501.

## Местный совет
31411, Хмельницкая обл., Старосинявский р-н, с. Мшанец